# Littorella uniflora
Littorella uniflora — вид трав'янистих рослин родини подорожникові (Plantaginaceae), поширений по всій Європі, у східній частині Канади й північному сході США.

## Морфологічна характеристика
Багаторічна трав'яниста рослина, до 12 сантиметрів заввишки. Пагони до 15 см завдовжки утворюють щільний килимок. Листки до 30 штук в розетках, товсті, 5–10 см завдовжки і 1–2 мм в діаметрі. Непомітні квіти трубчасті довжиною близько 5 міліметрів, солом'яного кольору, по 5 у суцвітті. Плоди довжиною 2.5 см, однонасінні горішки.

## Поширення
Європа (Австрія, Бельгія, Чехія, Данія, Естонія, Фарерські острови, Фінляндія, Франція, Німеччина, Ісландія, Ірландія, Італія, Латвія, Литва, Нідерланди, Норвегія, Польща, Португалія, Румунія, Росія, Словаччина, Іспанія, Швейцарія, Об'єднане Королівство); Північна Америка (Канада, США). Населяє піщані або щебенисті субстрати, на мілководді озер, іноді на зниженні рівня води. 
Відпочинок і розвиток берегової лінії загрожують цій рослині. Робляться деякі зусилля з відновлення деградованого середовища проживання для виду в штаті Міннесота.

## Галерея

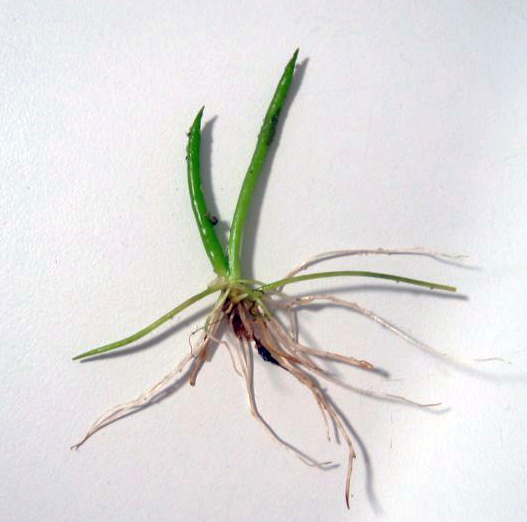
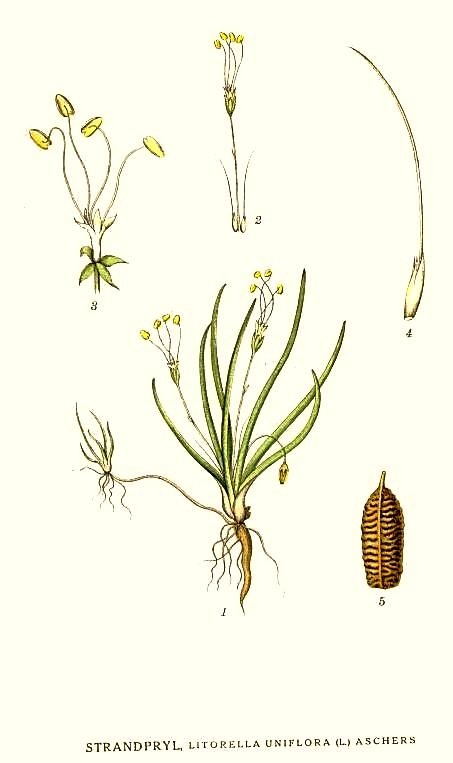